# Ranunculus constantinopolitanus
Ranunculus constantinopolitanus är en ranunkelväxtart som först beskrevs av Dc., och fick sitt nu gällande namn av D'urv.. Ranunculus constantinopolitanus ingår i släktet ranunkler, och familjen ranunkelväxter.

## Underarter
Arten delas in i följande underarter:
- R. c. farsicus
- R. c. villosus